# Petar Dačev
Petar Dačev (* 15. června 1979) je bývalý bulharský atlet, halový mistr Evropy ve skoku do dálky.
Prvních úspěchů dosáhl jako junior v roce 1998. Nejprve se stal juniorským mistrem světa a po několika dnech vybojoval bronzovou medaili na mistrovství Evropy. V roce 2000 se stal halovým mistrem Evropy, na olympiádě v Sydney skončil v soutěži dálkařů jedenáctý. O dva roky později získal na evropském halovém šampionátu bronzovou medaili.